# .ac
Pour les articles homonymes, voir AC.
.ac est le domaine de premier niveau national (country code top level domain : ccTLD) réservé à Sainte-Hélène, Ascension et Tristan da Cunha, principalement pour l'île de l'Ascension,  Sainte-Hélène ayant son propre ccTLD, .sh. Il est introduit le 19 décembre 1997 et est administé par nic.ac, une filiale de l'Internet Computer Bureau basé au Royaume-Uni.

## Description
Introduit en 1997, le domaine concerne en premier lieu les entités liées à l'île de l'Ascension, mais les enregistrements sont ouverts à tout le monde. Le domaine de second niveau .ac concerne uniquement les professionnels et les établissements universitaires, le domaine de troisième niveau les résidents de l'île. Il n'est pas certain que cette politique soit réellement appliquée.